# Коровинский проезд
Коро́винский прое́зд (название утверждено 21 февраля 1997 года, прежнее название — Проекти́руемый прое́зд № 4998) — улица в Северном административном округе (САО) Москвы.

## Происхождение названия
Назван в 1997 году по примыканию к Коровинскому шоссе.

## Расположение
Проезд расположен на границе Дмитровского и Бескудниковского районов. Соединяет Коровинское шоссе и Бескудниковский бульвар.

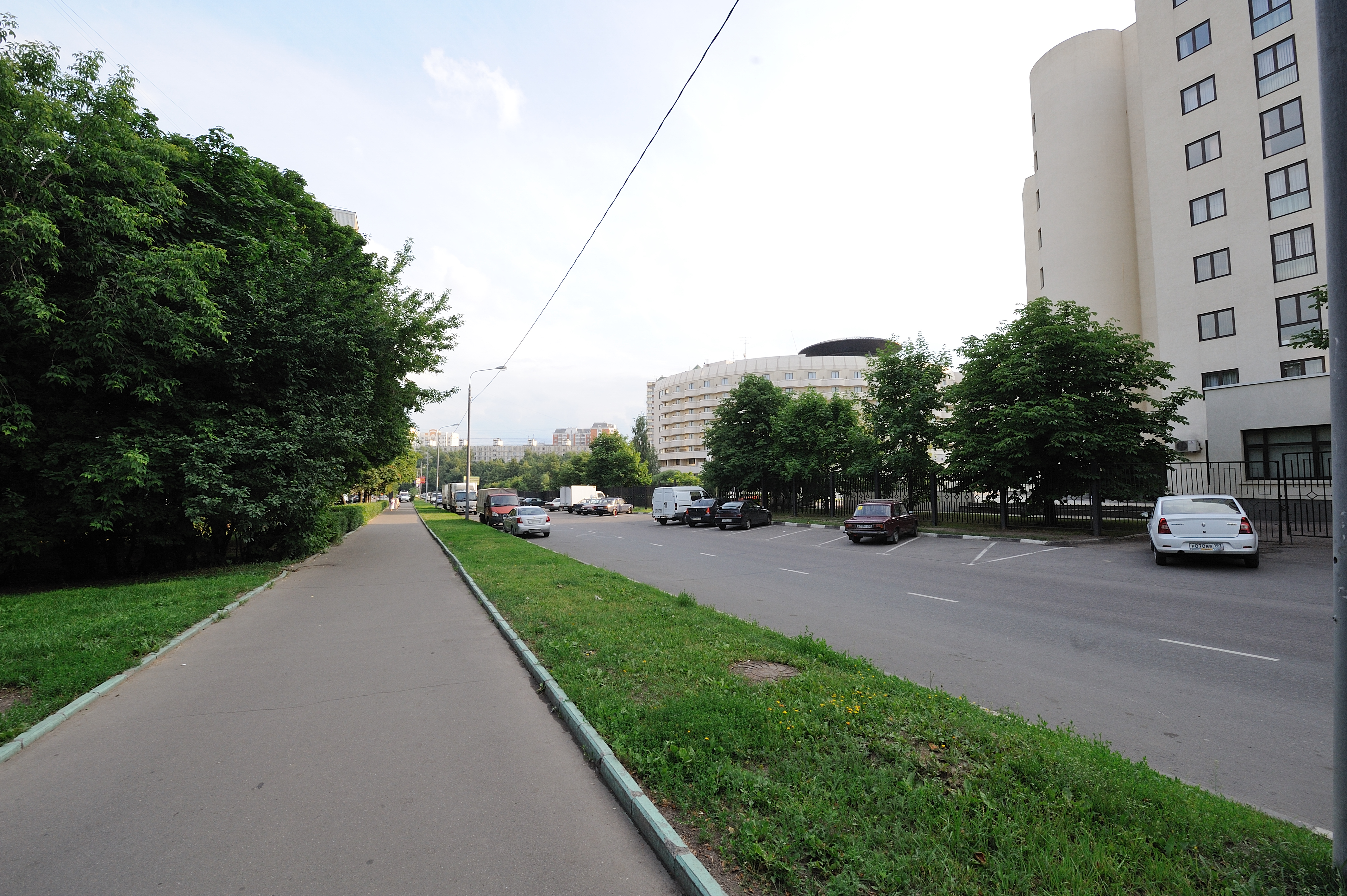

## Примечательные здания и сооружения
Все дома и строения, расположенные вдоль Коровинского проезда, числятся по Коровинскому шоссе и Бескудниковскому бульвару.
• Городская поликлиника № 155 (Бескудниковский бульвар, дом 59)

• МНТК «Микрохирургия глаза» имени академика Святослава Федорова (Бескудниковский бульвар, дом 59А строение 23)

• Ирис-Конгресс Отель. Офисный корпус (Коровинское шоссе, дом 10).

• Дмитровский отдел ЗАГС (Коровинское шоссе, дом 6 корпус 2).